# Varese (croiseur)
Pour les articles homonymes, voir Varese (homonymie).
Le Varese était un croiseur blindé de la classe Giuseppe Garibaldi construit pour la Marine royale italienne (Regia Marina) dans les années 1890.
Le navire a été déployé à plusieurs reprises en Méditerranée orientale et au Levant avant le début de la guerre italo-turque de 1911-12. Il a soutenu les forces terrestres lors de l'occupation de Tripoli et de Khoms en Libye. Le Varese a peut-être bombardé Beyrouth et a bombardé les défenses des Dardanelles pendant la guerre. Il a également fourni un appui de tir naval à l'armée italienne (Esercito Italiano) en Libye. Pendant la Première Guerre mondiale, les activités du navire ont été limitées par la menace des sous-marins austro-hongrois et le Varese est devenu un navire-école en 1920. Il a été rayé du registre naval en 1923, puis mis au rebut.

## Conception et description

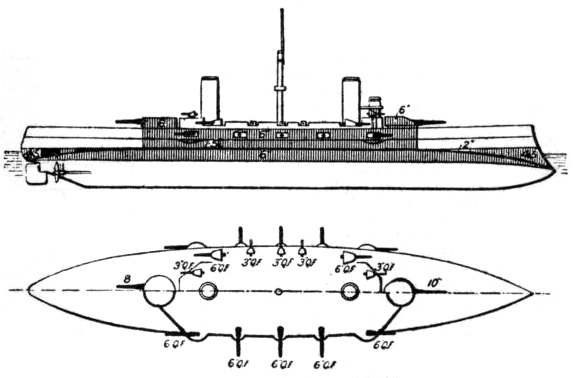
Élévation droite et dessin en plan des croiseurs blindés de la classe Giuseppe Garibaldi, tirés de Brassey's Naval Annual.

Le Varese avait une longueur hors-tout de 111,8 mètres, une largeur de 18,2 mètres et un tirant d'eau profond de 7,3 mètres. Il déplaçait 7 350 tonnes métriques (7 230 tonnes longues) à charge normale. Le navire était propulsé par deux moteurs à vapeur verticaux à triple expansion, chacun entraînant un arbre, utilisant la vapeur de 24 chaudières Belleville alimentées au charbon. Les moteurs avaient une puissance nominale de 13 500 chevaux-vapeur indiqués (10 100 kW) et étaient conçus pour donner une vitesse d'environ 20 nœuds (37 km/h). Lors de ses essais en mer le 27 novembre 1900, le Varese dépasse à peine sa vitesse nominale, atteignant 20,02 nœuds avec 14 200 CV (10 600 kW). Il avait une autonomie de croisière de 5 500 milles nautiques (10 200 km) à 10 nœuds (19 km/h). Son effectif se composait habituellement de 555 officiers et hommes de troupe et de 578 lorsqu'il servait de navire-amiral.
Son armement principal consistait en un canon de 254 millimètres (10 pouces) calibre 40 dans une tourelle à l'avant de la superstructure et deux canons de 203 millimètres (8 pouces) dans une tourelle jumelée à l'arrière. Dix des canons de 152 millimètres (6 pouces) qui constituaient son armement secondaire étaient disposés dans des casemates au milieu du navire ; les quatre autres canons de 152 millimètres étaient montés sur le pont supérieur. Le Varese possédait également dix canons de 76 mm (3 in) et six canons de 47 mm (1,9 in) pour se défendre contre les torpilleurs. Il était équipé de quatre tubes lance-torpilles de 450 mm.
La ceinture blindée de la ligne de flottaison du navire avait une épaisseur maximale de 150 mm au milieu du navire et diminuait à 80 millimètres vers les extrémités du navire. Le poste de commandement, les casemates et les tourelles d'artillerie étaient également protégés par un blindage de 150 mm. Son blindage de pont était de 37 mm d'épaisseur et les canons de 152 mm sur le pont supérieur étaient protégés par des boucliers de 50 mm d'épaisseur.

## Construction et service
La quille Varese, nommé d'après la bataille de Varèse pendant la deuxième guerre d'indépendance italienne, a été posée par Orlando dans son chantier naval de Livourne le 24 janvier 1898, lancé le 6 août 1899 et achevé le 5 avril 1901. Le navire fait escale à Alger le 14 septembre 1903 et à Barcelone le 4 avril 1904. Pendant les manœuvres de la flotte en 1905, il est affecté à la force " hostile " qui bloque La Maddalena, en Sardaigne. Le Varese est présent à Athènes pendant les Jeux olympiques intercalaires en avril 1906. Avec ses navires-jumeaux Francesco Ferruccio et Giuseppe Garibaldi, le navire est à Marseille, en France, les 15 et 16 septembre 1906 pour participer à une revue de la flotte pour Armand Fallières, Président de la France, à cette dernière date. Sous le commandement du Prince Luigi Amedeo, Duc des Abruzzes, le Varese était présent à l'Exposition de Jamestown en mai 1907. Le navire a été affecté au Levant du 1er octobre 1909 au 20 février 1910, puis basé dans la baie de Souda, en Crète, du 23 août au 20 septembre 1911.
Lorsque la guerre italo-turque débute le 29 septembre 1911, le Varese est affecté à la 4e division de la 2e escadre de la flotte de la Méditerranée, en même temps que ses navires-jumeaux Giuseppe Garibaldi et Francesco Ferruccio. Pendant que ses navires-jumeaux bombardaient Tripoli les 3 et 4 octobre, le Varese semble avoir été déployé en mer pour assurer la sécurité des Italiens. Le 13 octobre, les trois navires-jumeaux font route vers Augusta, en Sicile, pour se recharger en charbon. Le navire a escorté deux transports de troupes et un navire-hôpital lors de son voyage de retour quelques jours plus tard. Le 16 octobre, il escorte un convoi de troupes vers Khoms et bombarde la ville après que le commandant ottoman ait refusé de se rendre. Le mauvais temps empêche tout débarquement jusqu'au 21 octobre et le navire continue à fournir un appui-feu aux troupes italiennes.
Le Varese et le Giuseppe Garibaldi étaient à Tobrouk en janvier 1912 alors que le gros de la flotte était en radoub en Italie. Le Varese est parfois crédité d'avoir participé au bombardement de Beyrouth le 24 février 1912, mais il semble plus probable que ce soit ses navires-jumeaux Francesco Ferruccio et Giuseppe Garibaldi qui l'aient fait. Le 18 avril, le Varese et le Giuseppe Garibaldi ont bombardé les fortifications à l'entrée des Dardanelles, les endommageant lourdement. Après son retour en Italie plus tard dans le mois, le Varese a commencé un carénage qui comprenait le remplacement de ses canons usés et qui a duré jusqu'à la mi-juin.
Lorsque le royaume d'Italie a déclaré la guerre aux Puissances centrales en mai 1915, le navire a été affecté à la 5e division de croiseurs, basée à Brindisi. Le 5 juin, la division a bombardé des lignes ferroviaires près de Ragusa et a quitté Brindisi le soir du 17 juillet pour faire de même près de Ragusa Vecchia le lendemain matin. Peu après le début du bombardement à 4h00, le Giuseppe Garibaldi a été torpillé par le sous-marin (U-boot) austro-hongrois U-4 ; une torpille est passée entre le Varese et le Giuseppe Garibaldi. Frappé par une seule torpille, le croiseur coule en quelques minutes, bien que seuls 53 membres d'équipage aient été tués. La division s'est immédiatement repliée pour éviter d'autres attaques, laissant derrière elle trois destroyers pour secourir les survivants. La perte du Giuseppe Garibaldi et le naufrage du croiseur blindé Amalfi par un autre sous-marin le 7 juillet ont sérieusement limité les activités des autres navires basés à Venise.
Le 15 mai 1917, alors que la flotte austro-hongroise se préparait à attaquer le barrage d'Otrante qui bloquait la sortie de la mer Adriatique, le Varese se trouvait au port de Butrino sur la côte nord de Corfou. Il n'effectue cependant aucune sortie en réponse aux mouvements austro-hongrois.
Il devient un navire-école pour les cadets de 1920 à 1922. Il est rayé de la liste de la Marine le 4 janvier 1923 et mis à la ferraille.

### Activité sportive
Le Varese est également bien connu dans les milieux sportifs, et olympiques en particulier, puisqu'il a participé avec vingt-huit marins sur deux bateaux aux Jeux olympiques intercalaires d'Athènes de 1906 précités, dans le cadre des compétitions d'aviron réservées aux canots de sauvetage des navires de guerre.
La sélection et la composition des équipages qui allaient concourir et l'affectation aux différents bateaux ont été effectuées directement par le capitaine de vaisseau Edoardo Barbavara, alors commandant du navire.
Dans les deux compétitions, les Italiens ont été confrontés à un terrain sur lequel seuls des bateaux grecs étaient déployés. Finalement, le Varese a décroché un titre et un nouveau podium, s'imposant avec autorité dans la course à 6 cônes et prenant la troisième place dans la course à 16 cônes.

## Sources
- (en) Cet article est partiellement ou en totalité issu de l’article de Wikipédia en anglais intitulé « Italian cruiser Varese » (voir la liste des auteurs).